# Windows安装程序

安装Windows Server 2008 R2的过程

Windows安装程序是一个为Microsoft Windows操作系统的安装执行两个进程以准备硬盘驱动器的安装程序。第一个进程：初始化磁碟機；另外一个进程：复制系统文件使得操作系统能够在本地运行（参见：卷）。
早期版本的Windows需要现有的兼容版本的DOS操作系统才能安装。Windows 95/Windows 98零售版/Windows Me零售版需要由DOS開機片進入DOS，再執行Windows安裝程式（Windows 98/Me的OEM版安裝光碟支援從光碟機開機）。Windows NT 3.1至Windows Server 2003的Windows NT系列提供基于文本的安装，在最后的步骤中才提示用户进入GUI向导。而随着Windows NT 6.0的发布（Vista），微软引入了一个完全图形化的安装环境。

## Windows 1.x与Windows 2.x
Windows 1.x、Windows 2.0、Windows 2.1x的安装过程需要已安装兼容版本的MS-DOS。用户必须在安装中指定所有的硬件，例如鼠标和打印机。在安装完成之后，Windows必须以手动在命令提示符中输入“WIN.COM”的方式启动，或是在AUTOEXEC.BAT的末尾添加WIN.COM来自动启动。

## Windows 3.x
Windows 3.0、Windows 3.1x和Windows 3.2同样需要已安装兼容版本的MS-DOS。3.x的安装程序尝试去独立检测网卡、鼠标和其他硬件，但仍依赖于用户去指定检测不到的硬件。在安装之后，Windows必须以手动在命令提示符中输入“WIN.COM”的方式启动，或是在AUTOEXEC.BAT的末尾添加WIN.COM来自动启动。

## Windows 9x
Windows 95、Windows 98与Windows Me安裝程式需要MS-DOS，Windows 95/Windows 98零售版本帶有DOS開機片，Windows 98/Me OEM版本的安裝光碟可從光碟機直接開機。但OEM版Windows 98/Me的安裝光碟會啟動一個DOS環境，然後啟動安裝程式。安装的第一阶段将硬盘分区格式化为用于Windows的FAT文件系统，然后运行scandisk。如果磁盘完整并有足够空间的话，安装程序将会复制文件到安装文件夹（常为C:\WINDOWS）。一旦第一阶段完成，计算机将会重启并从硬盘继续安装程序，但仍需要安装媒介继续复制文件和驱动程序。若為OEM版Windows 98/Me，在第二阶段用户需要提供一份产品密钥；若為零售版Windows 98/Me，則是在第一階段提供產品金鑰。
所有版本的Windows 9x安装程序在第二阶段均不能识别光盘驱动器，但由于Windows 98已将复制文件这一操作改在第三阶段（即第二次重启之后）进行，故不存在找不到安装源的现象，在第一阶段便已将安装源文件全部复制到硬盘的Windows Me亦同，然而需要在第二阶段进行复制文件这一操作的Windows 95却通常会出现找不到安装源的现象，除非事先在MS-DOS环境下加载光驱的实模式驱动程序（如OAKCDROM.SYS）。

## Windows NT

### Windows Vista之前
在Windows NT 3.1所引入的安装流程直到Windows Vista的释出之前一直保持未变。一般的过程是：
- 如果用户插入了安装媒介并启动进程，安装程序将会载入各种各样的硬件和文件系统驱动程序。
  - 如果需要第三方驱动检测SCSI或RAID系统，安装程序将会暂停并请求软盘上的驱动程序。参见F6磁盘。
  - 如果用户从MS-DOS或先前版本的Windows下启动安装进程（winnt.exe或winnt32.exe），安装程序将会缓存本地安装源，之后将重启计算机并从硬盘启动进行上述操作。
- 如果用户选择使用文本界面，将会提供三个选项：1) 安装Windows；2) 修复现有的安装； 3) 退出安装。[2]
- 如果用户选择安装Windows，安装程序将会给用户提供一份许可协议，且用户必须接受否则安装程序将无法继续。在Windows 2000之前，用户在同意之前需要先拉到许可协议的最底部。
- 用户必须创建或选择一个分区，然后是格式化文件系统（NTFS或FAT）。如果这些文件系统中的任何一个已经存在，并且没有安装任何版本Windows在磁盘上，可以使当前文件系统保持不变。
- 检查硬盘是否有错误和空间需求，若通过了检查，将会开始安装Windows。
- 在文本界面的安装结束之后，计算机重启并从硬盘启动图形界面的安装程序，提示用户重新插入安装媒介、输入产品密钥然后继续复制文件与驱动程序。

除了Windows XP家庭版以外的Windows NT到Windows Server 2003的所有版本都提示用户输入管理员账户（Administrator）的密码。
在Windows 2000、Windows XP以及Windows Server 2003上，包含了用于修复受损安装的恢复控制台。它使得用户去修复磁盘和引导记录错误，复制缺少的或出错的文件到目标文件夹。
Windows Vista的早期开发版本仍然使用这种安装流程，但是从MS-DOS下运行winnt.exe启动安装程序的方式不再适用（提示“您正试图使用1985年的DOS安装2004年的Longhorn”）。已知最后使用此种安装流程的Windows版本为Longhorn M3（6.0.3718）以及Windows Server 2003（5.2.3790）。自2003年3月以后的所有操作系统及其测试版（包括作为Windows XP复刻版Windows Fundamentals for Legacy PCs）全部使用Windows预先安装环境和WIM格式储存的系统文件相结合的安装方式。

### Windows Vista之后
Windows Vista 之后的操作系统都使用Windows预先安装环境（Windows PE）作为安装环境。Windows预先安装环境从一开始就提供了支持鼠标的图形用户界面，而不是像先前的版本中需要基于文本的安装流程。F6磁盘的概念演进为在无需软盘的情况下为提供对计算机的支持，支持从CD-ROM和U盘中载入驱动程序。不再支持将Windows安装到FAT分区，Windows必须被安装到NTFS分区，但使用其他软件将系统分区转换为FAT32分区后Windows仍然可以正常启动。除了Windows Server外預設禁用Administrator使用者，安裝時需要新增一個使用者。

### Windows 8/8.1/10
从Windows 8开始引进了全新的第二世代安装程序——升级助手，用于替代更新安装的Windows安装程序。其被设计为与先前的安装方法更加简单与快速，它分析系统的硬件和软件对Windows 8的兼容性，允许用户购买、下载并安装操作系统，并从先前的Windows安装中迁移文件和设置。安装媒介中启动时仍使用Windows安装程序。